# Baryscapus kilinceri
Baryscapus kilinceri är en stekelart som beskrevs av Miktat Doganlar 1992. Baryscapus kilinceri ingår i släktet Baryscapus och familjen finglanssteklar. Inga underarter finns listade.